# Psophocarpus scandens
Psophocarpus scandens är en ärtväxtart som först beskrevs av Stephan Ladislaus Endlicher, och fick sitt nu gällande namn av Bernard Verdcourt. Psophocarpus scandens ingår i släktet Psophocarpus och familjen ärtväxter. Inga underarter finns listade i Catalogue of Life.